# کوکته
کوکته (به آلمانی: Köckte) یک منطقهٔ مسکونی در آلمان است که در گراده‌لگن واقع شده‌است. کوکته  ۴۲۳ نفر جمعیت دارد.